# Echymipera rufescens
Echymipera rufescens är en pungdjursart som först beskrevs av Wilhelm Peters och Giacomo Doria 1875. Echymipera rufescens ingår i släktet taggpunggrävlingar och familjen punggrävlingar. IUCN kategoriserar arten globalt som livskraftig.
Detta pungdjur når en kroppslängd (huvud och bål) av 30 till 41 cm samt en vikt av 0,5 till 2,0 kg. Därtill kommer en kort och svart svans med ett fåtal glest fördelade hår. Den taggiga pälsen på ovansidan har en rödsvart färg och undersidan är täckt av vitaktig päls. Påfallande är den långa nosen.
Pungdjuret förekommer på nästan hela Nya Guinea, på Kap Yorkhalvön (Australien) och på några mindre öar i samma region. Arten vistas där i låglandet och i upp till 2 100 meter höga bergstrakter. Habitatet utgörs av tropisk regnskog och andra skogar samt av gräsmarker nära skogar.
Individerna är aktiva på natten. Troligtvis vilar de på dagen i jordhålor. Antagligen äter Echymipera rufescens främst insekter som kompletteras med andra smådjur och växtdelar. Parningen sker i Australien under den torra perioden och på Nya Guinea mellan mars och oktober. Per kull föds upp till tre ungar. De lever efter födelsen flera dagar i moderns pung (marsupium).

## Underarter
Arten delas in i följande underarter:
- E. r. australis
- E. r. rufescens